# ستانيسلاف بارنيتسكي
ستانيسلاف بارنيتسكي (مواليد بيشتاني بسلوفاكيا ،1945) مخرج سينمائي وتلفزيوني، سيناريست وكاتب درامي، درس الإخراج المسرحي في أكاديمية الفنون الموسيقية والمسرحية. عمل في المسرح الوطني كمخرج. يعتبر اليوم واحد من أكبر المنظرين في العلوم السينمائية في سلوفاكيا وكان عميدا لكلية السينما والتلفزيون، اخرج العشرات من الأفلام السينمائية التي حصلت على جوائز عديدة وقد حصل في عام 1988 على جائزة الدولة التشيكوسلوفاكية واخرج المئات من المسرحيات والمسلسلات والسهرات التلفزيونية.

## أعماله السينمائية الأكثر شهرة
- 1972 - مفقود وموجود.
- 1977 التراجيديا الأمريكية.
- 1980 طفل من مايورا.
- 1980 مهرج مأجور.
- 1980 المعشوقة.
- 1980 رقم قياسي عميق.
- 1981 الفخ.
- 1982 سكر.
- 1983 عن الرجال، والنساء والأطفال.
- 1985 كارا مليئه بالأحزان .
- 1987 بريد الجنوب.
- 1990 الأميرة النائمة.
- 1995 خيول على الرصيف.

## أعماله التلفزيونية
- 2000 الاعداء
- الهدوء بعد العاصفة
- 1990القفص
- 1997 ضياع القلب والعقل
- 1996 مراة قديمة
- 1993 قضية في الريف
- 1993 سراب الحب
- 1992 حكايات من هوليود
- 1991 ماتيور
- 1990 قميص النوم
- 1987 كل العالم فوق راسي

عمل في التلفزيون مابين 1995 و 2009 وعميداً لكلية السينما والتلفزيون في سلوفاكيا.
يعيش في العاصمة براتسيلافا.

## وصلات خارجية
- ستانيسلاف بارنيتسكي على موقع IMDb (الإنجليزية)
- ستانيسلاف بارنيتسكي على موقع قاعدة بيانات الفيلم (الإنجليزية)

 نسخة محفوظة 12 أبريل 2009 على موقع واي باك مشين.